# Крупин, Станислав Николаевич
Станислав Николаевич Крупин (7 августа 1939 — 12 декабря 2007) — советский хоккеист, защитник, нападающий. Мастер спорта СССР (1963) (лишён звания в ноябре 1963 года). Тренер.

## Биография
Выступал за горьковские команды «Динамо» (1956/57 — 1960/61, 1959/60 — 1960/61), «Торпедо» (1958/59) и «Полёт» (1969/70 — 1971/72). В сезонах 1961/62 — 1963/64 играл за СКА Калинин.
В классе «А» провёл четыре сезона в составе «Торпедо» и СКА.
Тренер ХК «Полёт» в 1970-х годах.
Скончался в 2007 году. Похоронен на Бугровском кладбище Нижнего Новгорода.
Младший брат Юрий (1941—1971) также хоккеист.